# Byšice
Byšice – miasteczko i gmina w Czechach, w powiecie Mielnik, w kraju środkowoczeskim. Według danych z dnia 1 stycznia 2013 liczyła 1 237 mieszkańców.